# Heliocentrická dráha
Heliocentrická dráha (neboli cirkumsolární dráha) je oběžná dráha kolem barycentra sluneční soustavy, které se obvykle nachází uvnitř Slunce. V naší sluneční soustavě mají heliocentrickou dráhu všechny planety, planetky, komety a některé umělé družice. Naproti tomu Měsíc nemá heliocentrickou oběžnou dráhu, protože obíhá kolem Země. Vnitřní heliocentrická dráha je oběžná dráha uvnitř oběžné dráhy Země, takovou má například Venuše. Vnější heliocentrická dráha je oběžná dráha vně oběžné dráhy Země, takovou má například Mars.
Předpona helio- je odvozena z řeckého slova helios znamenající "Slunce", též Helios jako zosobnění Slunce v řecké mytologii.